# Črnica
Črnica (znanstveno ime Coluber viridiflavus) je povsem črna kača iz družine gožev, ki se z lahkoto povzpne tudi v krošnje dreves in pogosto se na njenem jedilniku znajdejo poleg malih sesalcev tudi ptiči. Je naša najhitrejša kača, zato ji lahko rečemo tudi črna švigavka. Zraste do 160 cm. Samice znesejo od 5 do 15 jajc. Je človeku nenevarna kača.
Živi v evropskem delu Sredozemlja. Njen življenjski prostor so gozdovi zmernega pasu, makija, obdelane površine in naselja od morske gladine do 2000 metrov nad morjem. V Sloveniji živi predvsem na Primorskem in v Istri, najdemo pa jo tudi na Notranjskem.V Evropski uniji je med drugim prepovedano vznemirjati, loviti, ubijati in trgovati z živalmi in ta vrsta kače je zaščitena.